# ایشام رندولف

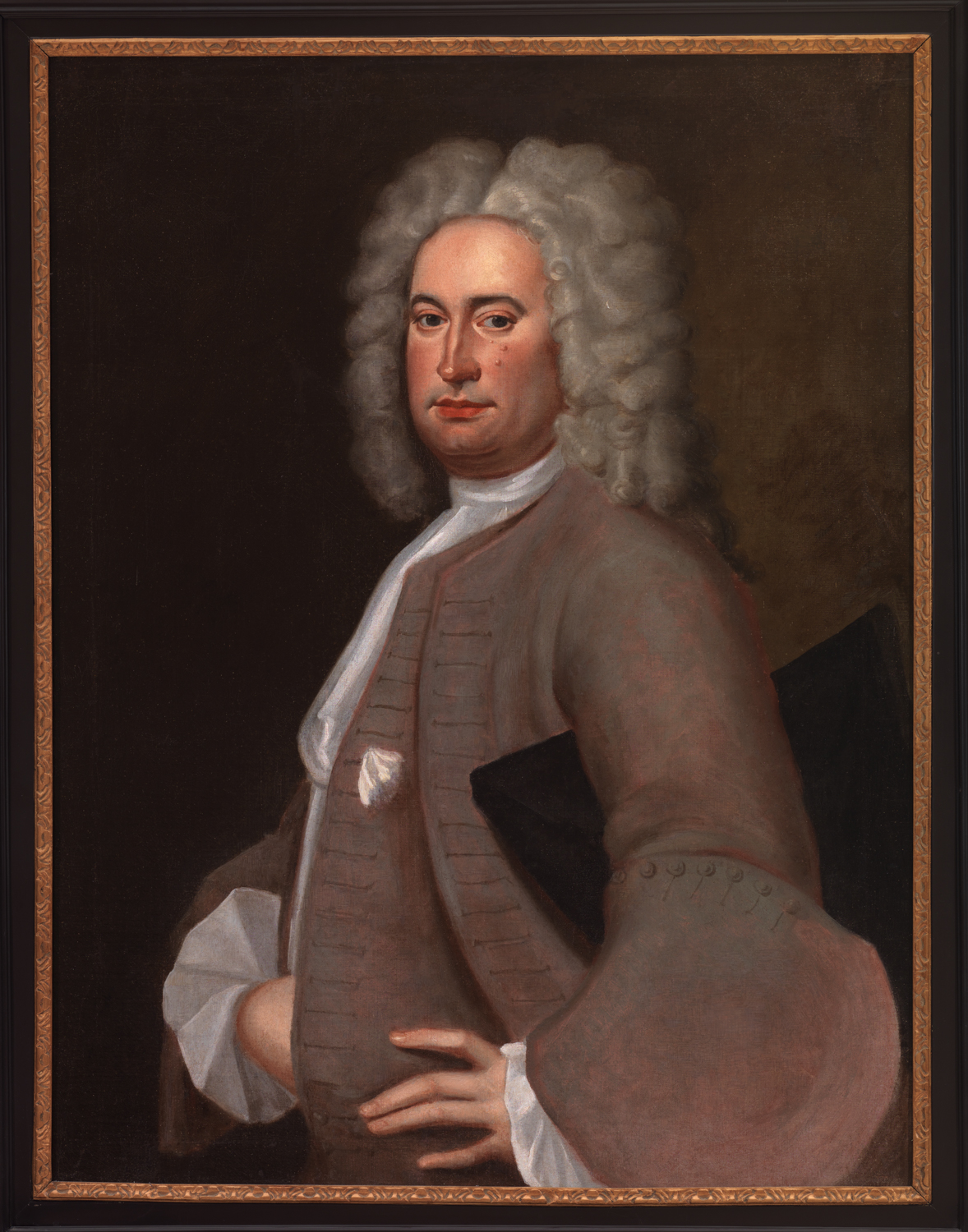
تصویر نقاشی شده از ایشام رندولف

ایشام رندولف (به انگلیسی: Isham Randolph) (درگذشت ۱۷۴۲- زاده ۱۶۸۵) پدربزرگ رئیس جمهور آمریکا توماس جفرسون بود. وی در جزیرهٔ ترکی در بخش هنریکو در ویرجینیا به دنیا آمد. وی پسر ویلیام رندولف و مری ایشام بود. وی با جین لیلبورنه سوزان راجرز در کلیسای سنت پال در شدول در انگلستان(لندن شرقی) ازدواج کرد. ایشام و جین بعدها به ویرجینیا مهاجرت کردند. دختر آن‌ها جین رندولف با پیتر جفرسون ازدواج کرد.